# Rubix
Rubix Limited ist eine europäische Unternehmensgruppe mit Sitz in London, die sich auf den Vertrieb von Produkten und Dienstleistungen für die Industrie spezialisiert hat. Das Portfolio der Gruppe umfasst Industrietechnik, persönliche Schutzausrüstung, technische Wartungsleistungen und Antriebstechnik.  
Rubix hat rund 750 Niederlassungen in 22 Ländern und 2023 einen Umsatz von 3,15 Milliarden Euro erwirtschaftet. Aktuell verfügt das Unternehmen über etwa 8.500 Mitarbeiter und 220.000 Kunden im europäischen Markt.

## Unternehmensgeschichte
Rubix wurde am 26. Juni 2018 nach der Umfirmierung der IPH-Brammer Group gegründet. Diese war im September 2017 nach der Fusion der Brammer-Gruppe und der IPH-Gruppe entstanden. Beide Unternehmen waren 2017 von dem US-amerikanischen Private Equity Fonds Advent International übernommen worden. 
Rubix wurde 2018 im HSBC Top Track 100 der Sunday Times auf Platz 27 geführt. 2023 wurde der bisherige Geschäftsführer der Rubix Unternehmensgruppe von Franck Voisin abgelöst. Voisin war zuvor seit 2018 als Geschäftsführer von Rubix Frankreich tätig gewesen.
2021 unterstützte Rubix Opfer und Helfer in den vom Hochwasser betroffenen Regionen Schönau am Königssee und Ahrweiler mit  Arbeitsschutzausstattung.

## Unternehmensstruktur
Rubix wird von einem Vorstand geleitet, der aus sechs Mitgliedern besteht. Franck Voisin ist seit Oktober 2023 CEO der Unternehmensgruppe und Vorstandsvorsitzender. André Thönes ist seit 2022 als CEO von Rubix in der DACH-Region tätig.

### Tochtergesellschaften
Die Rubix Unternehmensgruppe besteht aus verschiedenen Tochtergesellschaften die vom Vorstand aus London gesteuert werden. Nach Angaben des Unternehmens 
- Brammer
- BT Brammer (Niederlande)
- Buck & Hickman (Großbritannien)
- Giner (Spanien)
- Julsa (Spanien)
- Kistenpfennig (Deutschland)
- Minetti (Italien)
- Montalpina (Schweiz)
- Novotech (Rumänien)
- NT Transmissions (Frankreich)
- Orexad (Frankreich)
- Outilacier (Frankreich)
- RCDE-FRANCE - master-outillage.com (Frankreich)
- Robod (Polen)
- Rubix GmbH (Deutschland)
- Syresa (Spanien)
- Schäfer Technik (Deutschland) mit C.Plüss & Co.AG (Schweiz)
- LERBS (Deutschland), seit 30. Oktober 2019[8]

## Dienstleistungen
Nach eigener Darstellung ist Rubix Europas größter Lieferant von industriellen Wartungs-, Reparatur- und Instandhaltungsprodukten sowie -dienstleistungen. Die Unternehmensgruppe ist für die Automobilindustrie, Metallindustrie, Glasindustrie sowie diverse andere Bereiche, beispielsweise die Pharmazie, tätig. Zusätzlich besitzt Rubix ein eigenes Vertrieb & Logistik-Netzwerk.